# تيسون جيري
تيسون جيري هو مصور كندي، ولد في 23 أكتوبر 1983 في أونتاريو في كندا.